# Huge-LQG
Pour les articles homonymes, voir LQG.
Le Huge-LQG (Huge Large Quasar Group, soit littéralement « Immense grand amas de quasars »), également appelé U1.27, est un amas composé de 73 quasars et mesurant environ 1 240 Mpc (∼4,04 milliards d'al) de diamètre. C'est la troisième plus grande structure connue dans l'univers observable,, après respectivement l'anneau géant GRB et le Grand Mur d'Hercule-Couronne boréale.
Le Huge-LQG a été découvert en janvier 2013 par une équipe dirigée par Roger G. Clowes à l'université du Lancashire central à l'aide des données du Sloan Digital Sky Survey.

## Dimensions
Dans sa plus grande dimension, la mesure du Huge-LQG est estimée à environ 1 240 Mpc (∼4,04 milliards d'al), et dans les autres, de 640 Mpc à 370 Mpc. C'était la plus grande structure connue dans l'univers en 2013. Il a une masse de 6,1 × 1018 M☉ (masse solaire). Le Huge-LQG a été initialement nommé U1.27 en raison de son décalage vers le rouge moyen de 1,27. Il se trouve dans la constellation du Lion.
Le Huge-LQG est à 615 Mpc du Clowes-Campusano-LQG (U1.28), un groupe de 34 quasars découvert en 1991.

## Principe cosmologique
Le principe cosmologique stipule qu'à une échelle suffisamment grande l'univers est homogène, ce qui signifie qu'à cette échelle chacune de ses parties est semblable aux autres. Alors que Jaswant Yadav et al. a proposé une échelle maximale de 260/h Mpc pour les structures au sein de l'univers selon cette hypothèse, d'autres chercheurs ont proposé des valeurs aussi basses que 60/h Mpc. Les calculs de J. Yadav et son équipe suggèrent que la taille maximale d'une structure peut être d'environ 370 Mpc.
Le Grand Mur de Sloan, découvert en 2003, a une longueur de 423 Mpc, une valeur tout juste conforme au principe cosmologique.
Le Huge-LQG est trois fois plus long et deux fois plus large que possible selon les prévisions de ces modèles actuels et constitue donc un défi à notre compréhension de l'univers à de grandes échelles.